# Асихэй Хино
Асихэй Хино (яп. 火野 葦平 Хино Асихэй, 25 января 1907, Китакюсю, Фукуока — 24 января 1960, Фукуока) — японский писатель. Настоящее имя — Кацунори Тамаи (яп. 玉井 勝則. Наиболее известен как автор серии фронтовых романов о второй японо-китайской войне.

## Биография

### Юность и начало литературной деятельности
Кацунори Тамаи родился в 1907 году в посёлке Вакамацу уезда Онга префектуры Фукуока (в настоящее время город Китакюсю) и был старшим сыном в семье начальника артели портовых грузчиков Кингоро Тамаи и его жены Ман. Обнаружив в юности склонность к литературе, Тамаи начал писать стихи и прозу для небольших литературных журналов, а в 20 лет поступил в университет Васэда на отделение английской литературы. Спустя два года Тамаи был призван в армию и, отслужив, бросил учёбу в университете и вернулся к семье. Он унаследовал позицию отца в артели грузчиков и попытался организовать рабочих в профсоюз, который, однако, был разогнан полицией, поскольку левые настроения в Японии в то время не приветствовались, а укрепление праворадикального крыла было частью национальной политики. В августе 1930 года Тамаи женился на Ёсино Хино, приёмной дочери некоего Токусити Хино. Спустя год у пары родился сын. Брак не помешал Тамаи в 1932 году отправиться в Шанхай в вместе с пятьюдесятью рабочими, чтобы поддержать начавшуюся там забастовку. Был членом Компартии Японии (до 1932 года), переводил на японский язык работы В.И.Ленина, за что был отчислен из университета. По возвращении его арестовала японская полиция, и под давлением Тамаи признал свои левые взгляды ошибочными. Однако это не оказало на него сколько-нибудь значительного или травматического влияния, и он вернулся к литературной деятельности. В этот период он начал использовать псевдоним Асихэй Хино, под которым и стал известен на всю страну.
Первый литературный успех пришёл к Хино в 1937 году, когда он получил престижную премию Акутагавы за роман «Элегия о кале и моче» (яп. 糞尿譚 Фуннё:дан). В романе описывалась жизнь золотаря из маленького городка, разорившегося в результате махинаций властей.

### Вторая японо-китайская война и Вторая мировая война
Благодаря литературной известности Хино, в то время снова призванный в армию на японо-китайскую войну, попал в армейский информационный корпус. В мае 1938 года в качестве сопровождающего писателя он был откомандирован сначала к китайскому городу Сюйчжоу, за который в это время шли бои, а затем в Шанхай, Гуандун, Хайнань и на другие фронты. После увольнения из армии в 1939 году Хино продолжал ездить вслед за войсками на фронты в Китае, Бирме и на Филиппинах, описывая жизнь японских солдат, и до окончания войны в 1945 году сумел написать около 40 книг, как в стихах, так и в прозе.
В этот период была издана самая известная фронтовая повесть Хино, «Хлеб и солдаты» (яп. 麦と兵隊 Муги то хэйтай, 1938), названная позже образцом военной литературы. У повести было два продолжения, «Земля и солдаты» (яп. 土と兵隊 Цути то хэйтай, 1938) и «Цветы и солдаты» (яп. 花と兵隊 Хана то хэйтай, 1939). Во всех трёх книгах повествование шло от лица японского солдата, описывающего свой каждодневный фронтовой опыт. Сочинения Хино имели огромную популярность. Продажи повести «Хлеб и солдаты» достигли 1,2 млн копий; главная музыкальная тема из художественного фильма «Земля и солдаты», снятого по одноимённой книге в 1939 году, стала народным хитом; газета «Асахи симбун» проспонсировала тур писателя по стране, и лекции, которые он читал, собирали такие толпы народу, что в залах не хватало мест для всех желающих посетить их; сама фраза «_ то хэйтай» («_ и солдаты») была растиражирована в рекламе. Хино после войны вспоминал, что видел рекламу «чая и солдат», «консервов и солдат», «сакэ и солдат», «шоколада и солдат», и ему предлагали даже пожизненное бесплатное пиво, если он напишет книгу «Пиво и солдаты». От написания «Пива» Хино, впрочем, отказался.
В своих военных сочинениях Хино фактически прославлял японскую армию и солдат, однако был в достаточной степени критичен, чтобы периодически замечать жестокость японцев и описывать её в своих книгах. Поскольку в военные годы было запрещено изображать плохие действия японской армии, сочинения Хино, несмотря на его репутацию писателя-фронтовика, популярность и искренний патриотизм, подвергались серьёзной цензуре. Например, из повести «Хлеб и солдаты» было вырезано около 30 эпизодов, не устроивших цензоров, в том числе описания казней китайских военнопленных. В послевоенных изданиях они были восстановлены.

### Послевоенные годы, смерть
С поражением Японии во Второй мировой войне Хино, которого раньше называли самым влиятельным военным писателем Японии, попал под чистку американского оккупационного правительства как пособник милитаристского режима. Ограничения, наложенные на него, действовали с 1948 по 1950 год, но и в этот период Хино активно создавал новые литературные произведения. Вначале он отказался извиняться за свою деятельность в военные годы и в 1945 году опубликовал эссе под названием «Печальные солдаты» (яп. 悲しき兵隊 Канасики хэйтай), в котором оправдывал действия японских солдат и обвинял во всех бедах Японии «оппортунистов», забывших о верности стране и переметнувшихся на сторону оккупационных сил. После этого его поименовали «вторым по вредоносности культурным преступником» Японии (первым считался поэт и скульптор Котаро Такамура). Впоследствии Хино утверждал, что не одобрял милитаризм и ультрапатриотизм, а только восхищался простыми солдатами, и с 1946 по 1949 год писал роман «Юность и грязь» (яп. 青春と泥濘 Сэйсюн то дэйнэй), в котором открыто критиковалось японское военное командование и находили отражение такие темы как зверства японской армии и сексуальность солдат, будь то гомоэротические мотивы или гетеросексуальное насилие. Но несмотря на более критичную позицию, которую Хино занял после войны, подозрительное отношение к нему сохранялось. По мнению большинства литературных критиков, он прославлял захватническую войну, «продавая» её массам японцев, и в целом писал пропагандистские произведения.
Заключительными большими работами Хино стали автобиографические романы «Цветы и дракон» (яп. 花と竜 Хана то рю:) и «В дни революции» (яп. 革命前後 Какумэй дзэнго). В последней книге автор, признав огромную цену войны для людей и её разрушительный характер, ещё раз высказал характерную для его предыдущих работ мысль о том, что он, как и большинство японских солдат, не считал войны Японии захватническими, а просто не хотел, чтобы его страна проиграла, и потому готов был пожертвовать своей жизнью. Вскоре после публикации романа Хино покончил с собой за день до 54-летия, приняв смертельную дозу снотворного. Его семья долгое время утверждала, что он умер от инфаркта; лишь через 12 лет была опубликована истинная причина смерти Хино, а также предположения его сына Хидэки Тамаи о возможных причинах, подтолкнувших писателя к самоубийству. В качестве таковых называлась усталость от ответственности за финансовое обеспечение большой семьи и ухудшающееся здоровье.

## Итоги литературной деятельности. Память
В течение жизни Хино создал более 200 литературных работ, не считая разрозненных статей, речей и эссе, по его книгам было снято более двух десятков фильмов. В городе Китакюсю действует два музея имени писателя, один обычный, а второй дом-музей.